# Pico-ITX

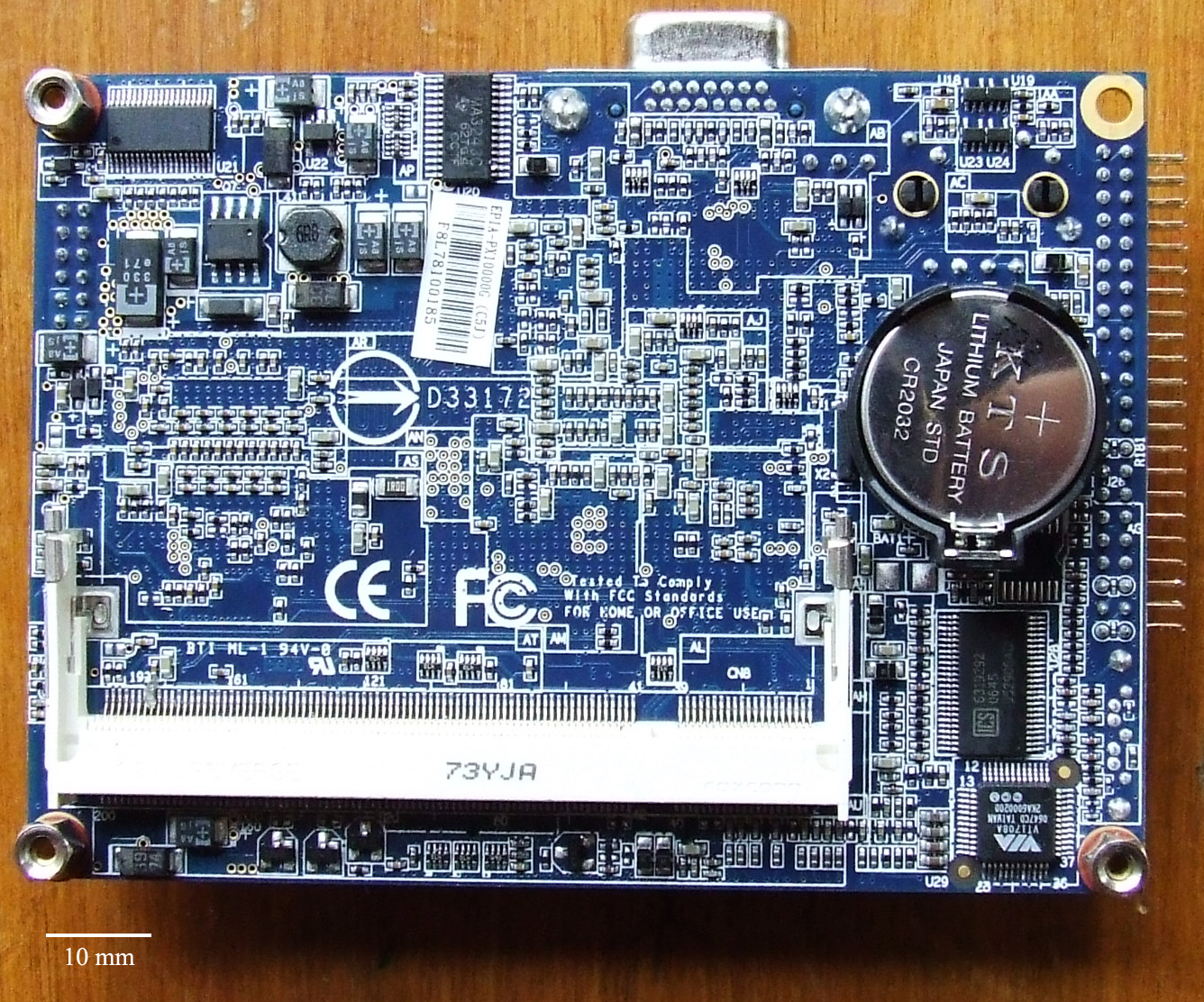
Płyta EPIA PX10000G, Rev B. (widok od dołu)

Pico-ITX – format miniaturowej płyty głównej, z serii ITX, o wymiarach 100 x 72 mm. Format został zaprojektowany przez firmę VIA Technologies i ogłoszony w styczniu 2007 roku. Po raz pierwszy płyty Pico-ITX zostały zaprezentowane na targach CeBIT 2007 w Hanowerze.
Pierwszą płytą, która została wyprodukowana w tym formacie była płyta EPIA PX10000G.

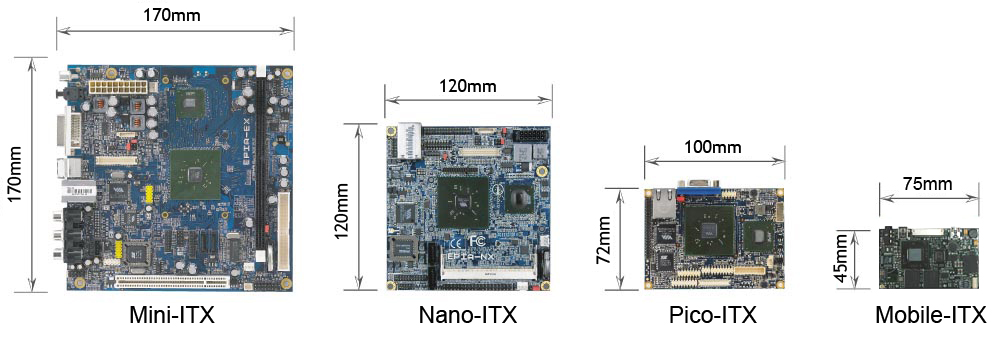
Rozmiary płyt ITX